# 加賀三湖

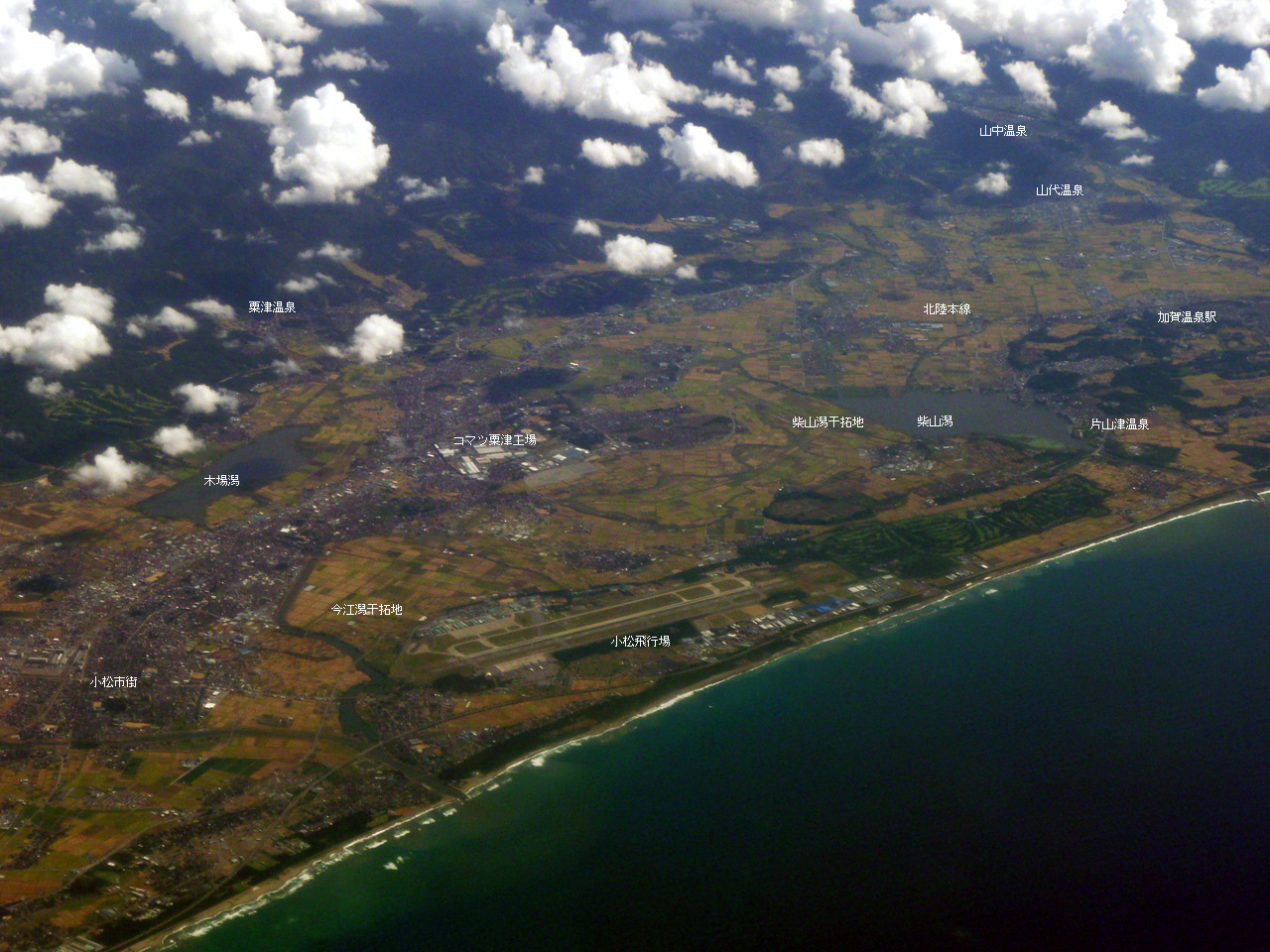
加賀三湖空撮

加賀三湖（かがさんこ）は、石川県南部の小松市、加賀市に点在する三つの潟湖、今江潟、木場潟、柴山潟の総称である。江沼郡はこの三湖と近隣の川に由来する。今江潟の全面と柴山潟の約6割は1952年から1969年にかけて干拓され、主に農地として利用されている。
干拓以前は梯川から加賀三湖、動橋川は自然の水路としてもつながり、至近の大聖寺川まで約3 kmの陸路を経て現在の石川県と福井県の県境の大聖寺川河口に至るまで船での移動が出来たと言われる。

## 今江潟
小松市に存在した。かつては大和蜆の産地であったが、前述のとおり干拓された。
河川
- 干拓前は、木場潟からの水が前川から流れ込み、柴山潟からの水が串川から流れ込み、梯川（安宅川）を経て日本海へ至る。

周辺
- 小松空港 - 今江潟の北につくられた。
- 今江城（御幸城）址 - 今江潟の東に加賀国守護の富樫氏が築いたとされる。
- 御幸塚古墳 - 今江潟の南にあり、三湖台とも呼ばれる。

## 木場潟
小松市に存在する。唯一干拓されずに調整池として残された。面積1.13 km2、水深2 m、湖周6.4 km。汚水の流入により水質汚濁が進み、ビオパーク方式等により水質浄化に取り組んでいる。カヌー競技の世界大会も行われる。美しい日本の歩きたくなるみち500選に認められる。
小松市は旧大聖寺川で運行されていた流し舟（大聖寺流し船、2020年4月廃止）を譲り受け、木場潟南園地を周遊する舟として改修し2020年9月20日から土日祝日に運航されることになった。
河川
- 一級河川の梯川水系。日用川、山代川、坊川等から流れ込み、流れ出る水は前川、梯川を経て日本海へ至る。

坊川は、大日川ダムの水を導水路によって放水されている。
周辺
- 木場潟公園 - 自然の保存と利用を目的に周囲に整備された公園。菖蒲園では6月頃には花菖蒲祭りが行われる。
- 道の駅こまつ木場潟 - 木場潟の東。
- 小松大谷高等学校 - 木場潟の南。
- こまつドーム - 木場潟の南。

ギャラリー

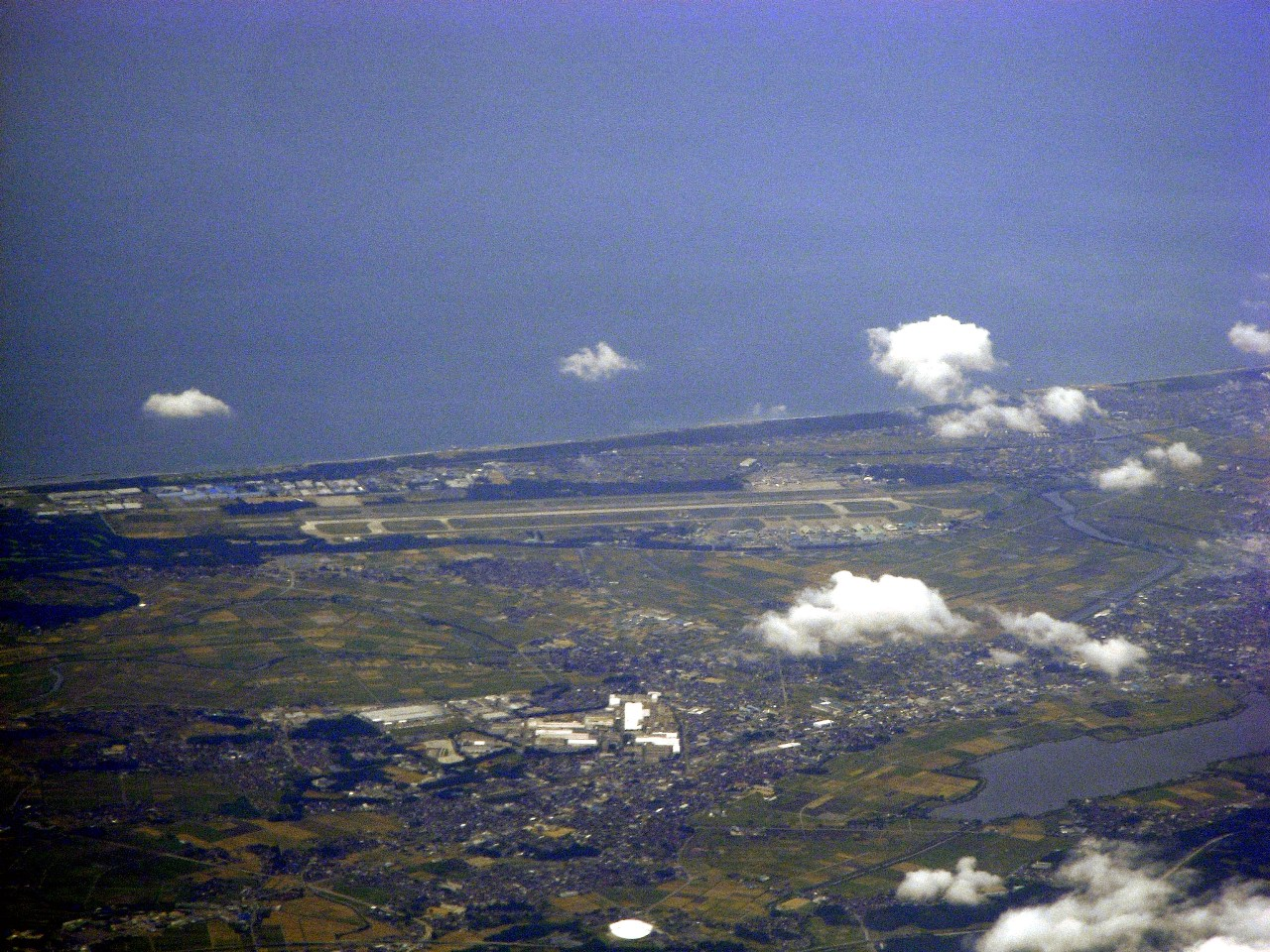
木場潟と小松飛行場
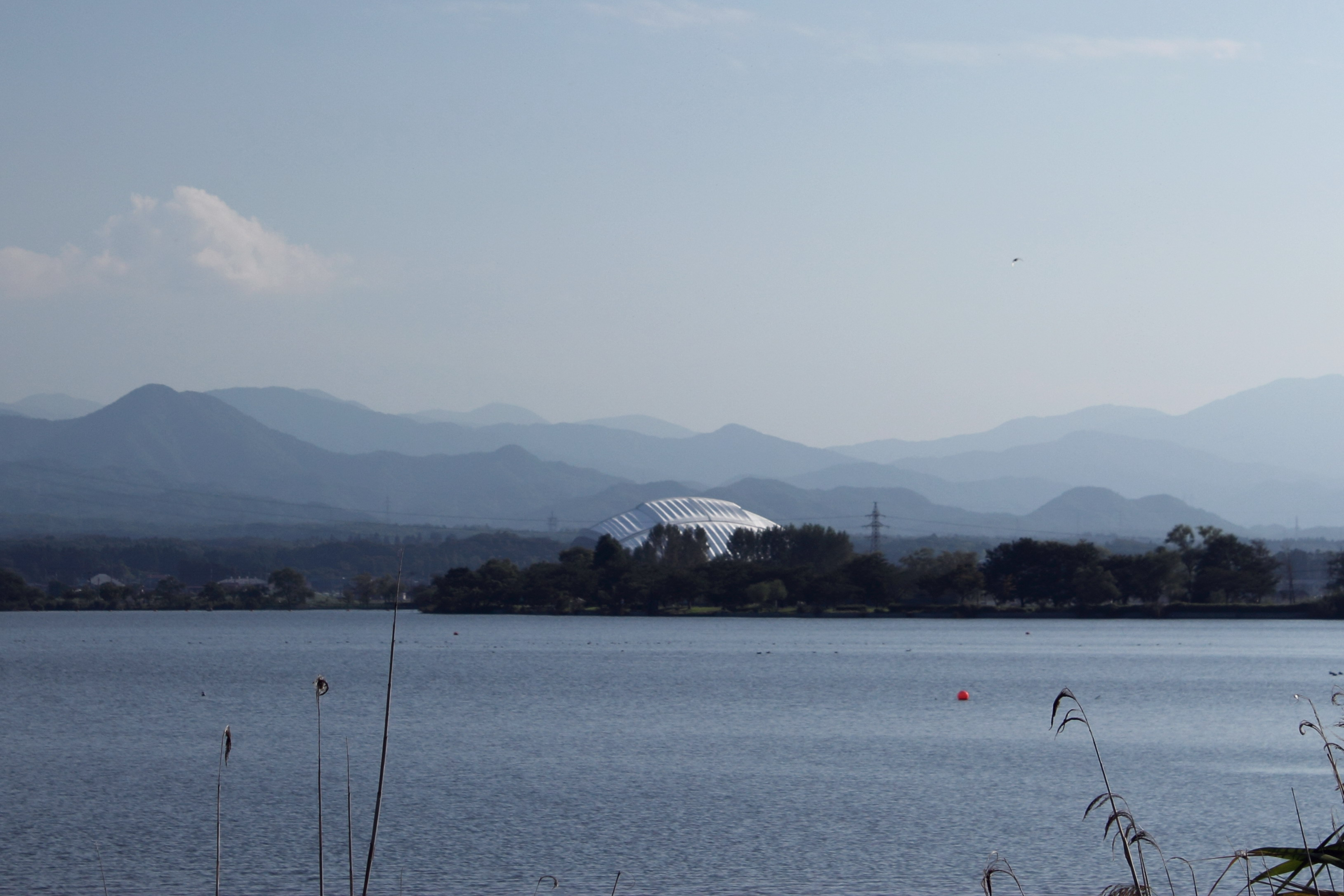
木場潟より見える こまつドーム

## 柴山潟
主に旧東谷奥村を水源とする二級河川動橋川が流れ込み終え加賀市に存在する。承応年間に潟の中から温泉が湧き出しているのが発見され埋め立てが試みられたが果たせず明治時代になり、ようやく端の方から埋め立てられ片山津温泉として利用された。今江潟と同時期に干拓され約3分の1が残り、潟から日本海に至る二級河川の新堀川はこの時砂丘を切り開きできた放水路である。
河川
- 八日市川、動橋川、御橋川等から流れ込み、新堀川から流れ出る。

周辺
- 片山津温泉
- 中谷宇吉郎雪の科学館 - 地元出身者として西端の湖畔公園の水辺にある。
- 浮御堂 - 湯の元公園の水辺にある。

ギャラリー

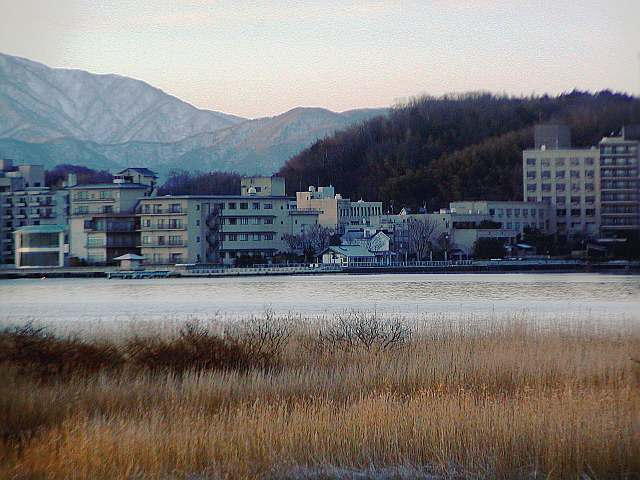
柴山潟と片山津温泉
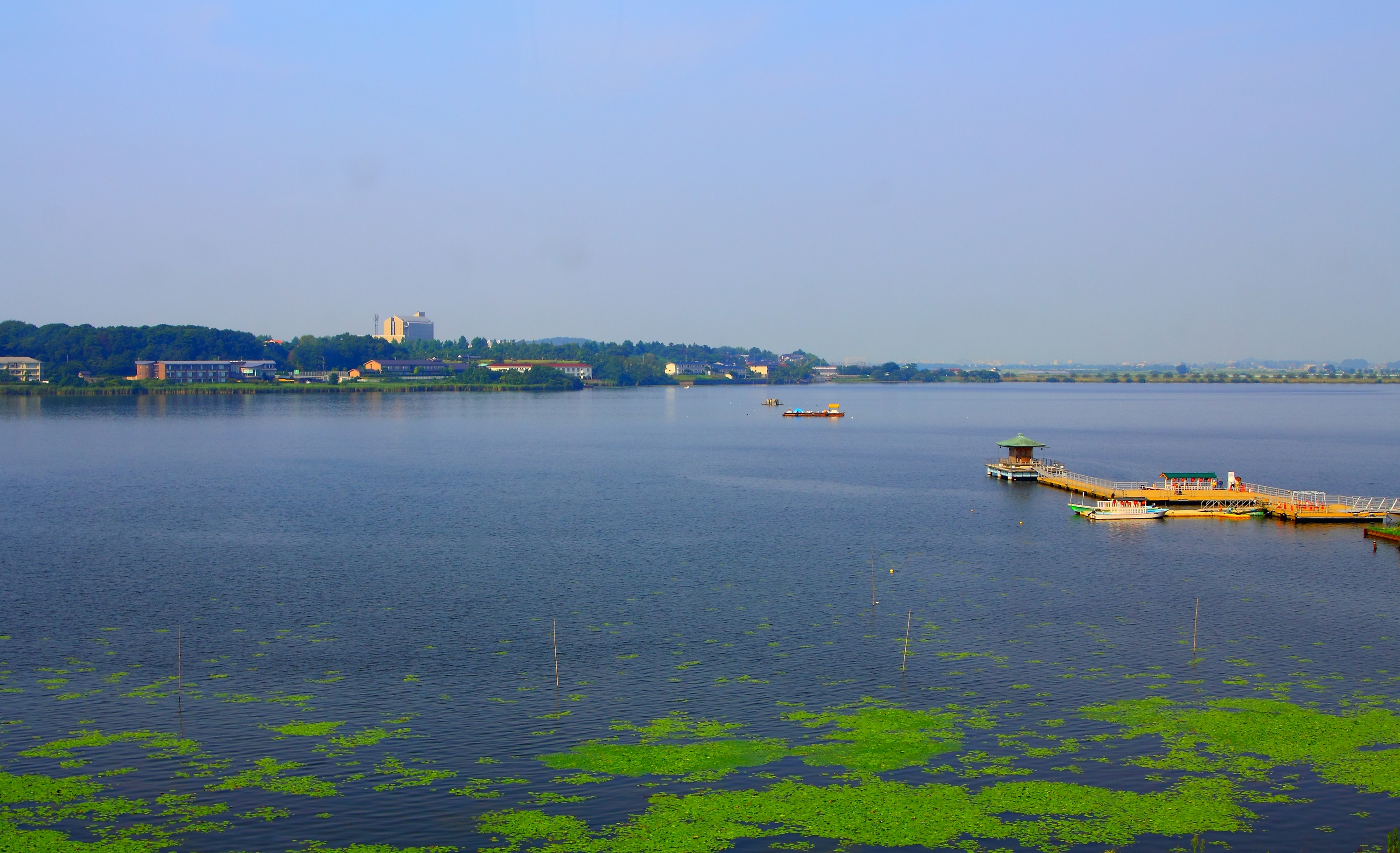
片山津温泉のホテルから望む柴山潟

## 歴史
- 縄文時代 - 柴山、北陸大谷高校の校庭、今江の五郎座から貝塚が発見されている。
- 1183年（寿永2年） - 柴山潟西部で手塚光盛が斎藤実盛を討ち取り、首洗い池で討ち取った首を洗ったと言われる。
- 1600年（慶長5年） - 木場潟北部で浅井畷の戦いが起こる。
- 1653年（承応2年） - 柴山潟で温泉が発見される。
- 1777年（安永6年） - 加賀藩が今江潟、木場潟での今江村、向本折村、下牧村以外の者の漁業立入を禁止する。
- 1802年（享和2年） - 木場村が木場潟で漁業を行う事ができるようになる。
- 1882年（明治15年） - 片山津温泉が開発される。
- 1897年（明治30年） - 北陸線開通により水運が衰退し始める。
- 1903年（明治36年）4月 - 今江漁業組合が結成される。
- 1905年（明治38年）11月28日 - 能美郡水産組合を設ける。
- 1914年（大正3年） - 柴山潟から篠原海岸へ堀川工事が計画される。
- 1915年（大正4年） - 堀川工事が完成する。（しかし海水が逆流するためしばらく閉塞される。）
- 1932年（昭和7年） - 梯川を短縮する改修工事が着工される。
- 1940年（昭和15年） - 能美郡水産組合が加賀三湖漁業会に改組される。
- 1948年（昭和23年） - 福井地震発生。柴山潟でボートが転覆、温泉客らの乗客・乗員30余人が投げ出されて3人が水死[6]。
- 1949年（昭和24年） - 加賀三湖漁業会が加賀三湖漁業協同組合になる。
- 1950年（昭和25年） - 北陸農政局が開拓事業計画として測量調査を行う。
- 1952年（昭和27年）10月 - 農林省直轄の干拓事業所が開設される。
- 1953年（昭和28年）4月 - 今江小学校5年生の科学クラブ員十数名が、顧問の指導の下に今江潟を実測した。
- 1954年（昭和29年）7月7日 - 加賀三湖干拓事業の起工式を行う。
- 1960年（昭和35年） - 梯川改修工事が開始される。2月25日に農林大臣が加賀三湖干拓建設事業計画を正式に決定する。
- 1962年（昭和37年） - 前川改修工事が行われる。
- 1964年（昭和39年） - 前川改修工事が完成し、今江潟排水機場の工事が施工される。
- 1965年（昭和40年） - 今江潟排水機場の工事が完成する。
- 1966年（昭和41年）9月30日 - 加賀三湖導水路建設の起工式が行われる。
- 1967年（昭和42年）3月 - 今江潟が全面的に干拓される。
- 1968年（昭和43年） - 干拓地の圃場整備が着工される。梯川改修工事が完成する。加賀三湖導水路が完成する。
- 1973年（昭和48年） - 干拓地の圃場整備が完成する[7]。
- 1982年（昭和57年） - 木場潟公園開園。

## その他
- 苗代村などそれぞれの潟の周辺では現在も「小松表」と呼ばれる畳表のい草の産地である。寛和年間(985年-986年)に木場潟の西、梯川中流で自生のい草が発見されたと伝わる。○○表と呼ばれる畳表の産地の中でも小松表は丈夫とされ唯一積雪のある地域で育成するためとも考えられる。元禄年間には江戸幕府へ献上された[8]。
- 月津村は元は「着津」とも表記され、柴山潟の船着場に由来するとも言われる。